# Општина Чомађешти (Арђеш)
Чомађешти (рум. Ciomăgeşti) општина је у Румунији у округу Арђеш.
Oпштина се налази на надморској висини од 324 m.